# Sân bay Batu Berendam
Sân bay Batu Berendam (IATA: MKZ, ICAO: WMKM) là một sân bay  phục vụ Malacca (Melaka) ở Malaysia.
Sân bay chiếm một diện tích 141 mẫu. Đường băng của sân bay hiện dài 1372 m, không thể tiếp nhận các tàu bay lớn. Ngày 1 tháng 4 năm 2006, lễ khởi công nâng cấp đã được tiến hành và hoàn thành sau 30 tháng. Đường băng có kích thước 2045m x 45 m, có thể đón các loại máy bay tầm trung như Boeing 737 và Airbus A320. Tòa nhà ga hành khách hiện tại sẽ được hoàn toàn tháo bỏ và thay bằng một nhà ga rộng 7000 m² trang bị theo tiêu chuẩn quốc tế. Đài kiểm soát không lưu cũng được thay thế với nhiều trang thiết bị hiện đại. Sân bay này cũng sẽ được trang bị đèn phục vụ các chuyến bay đêm và bay trong điều kiện thời tiết xấu. Sân bay này hiện đang được Học viện Bay Malaysia sử dụng làm căn cứ. Năm 2008, đã có 23 751 lươt khách thông qua.

## Hình ảnh

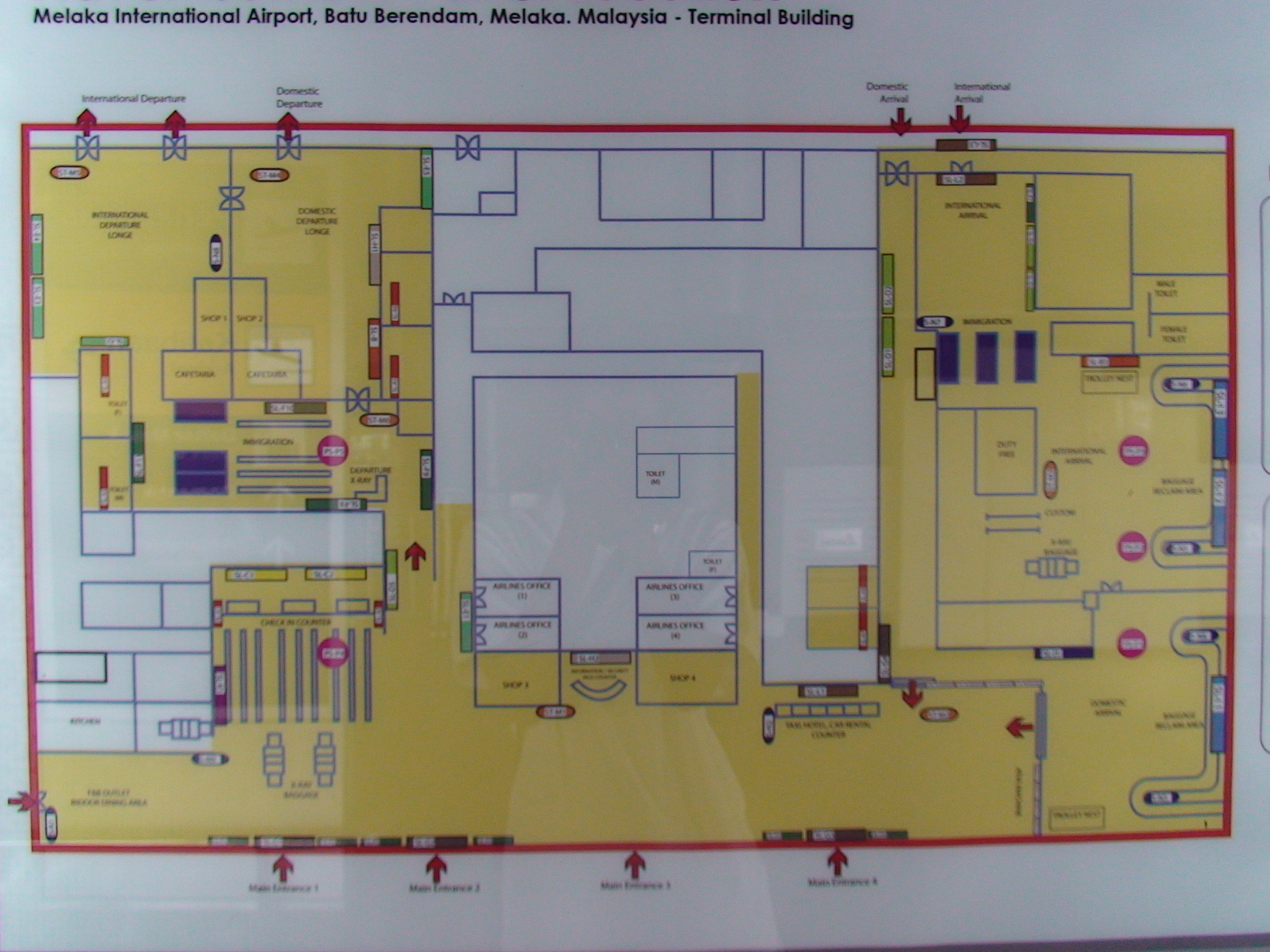
Kiến trúc tổng thể của nhà ga mới

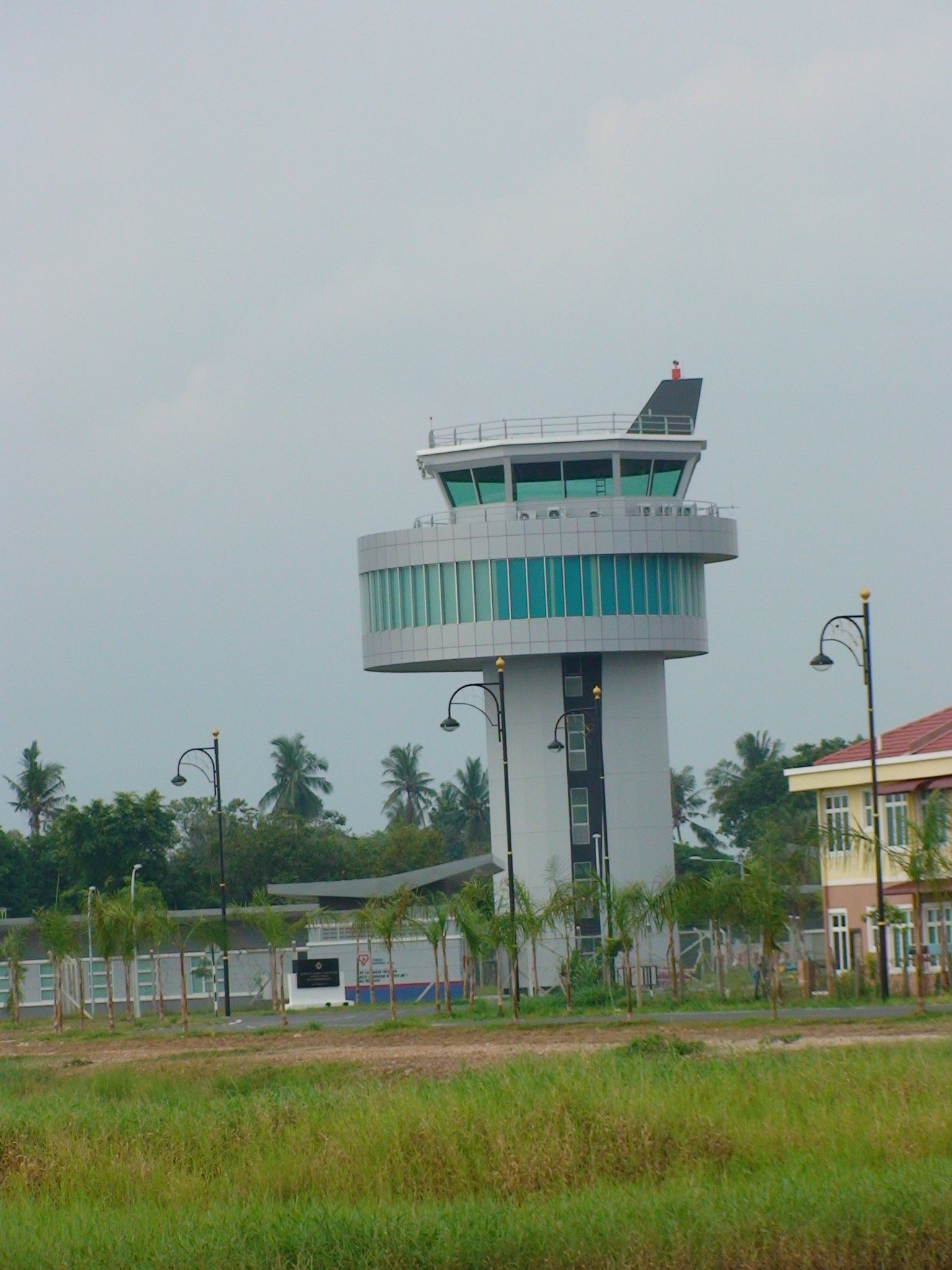
Đài hải quan sân bay mới được xây dựng

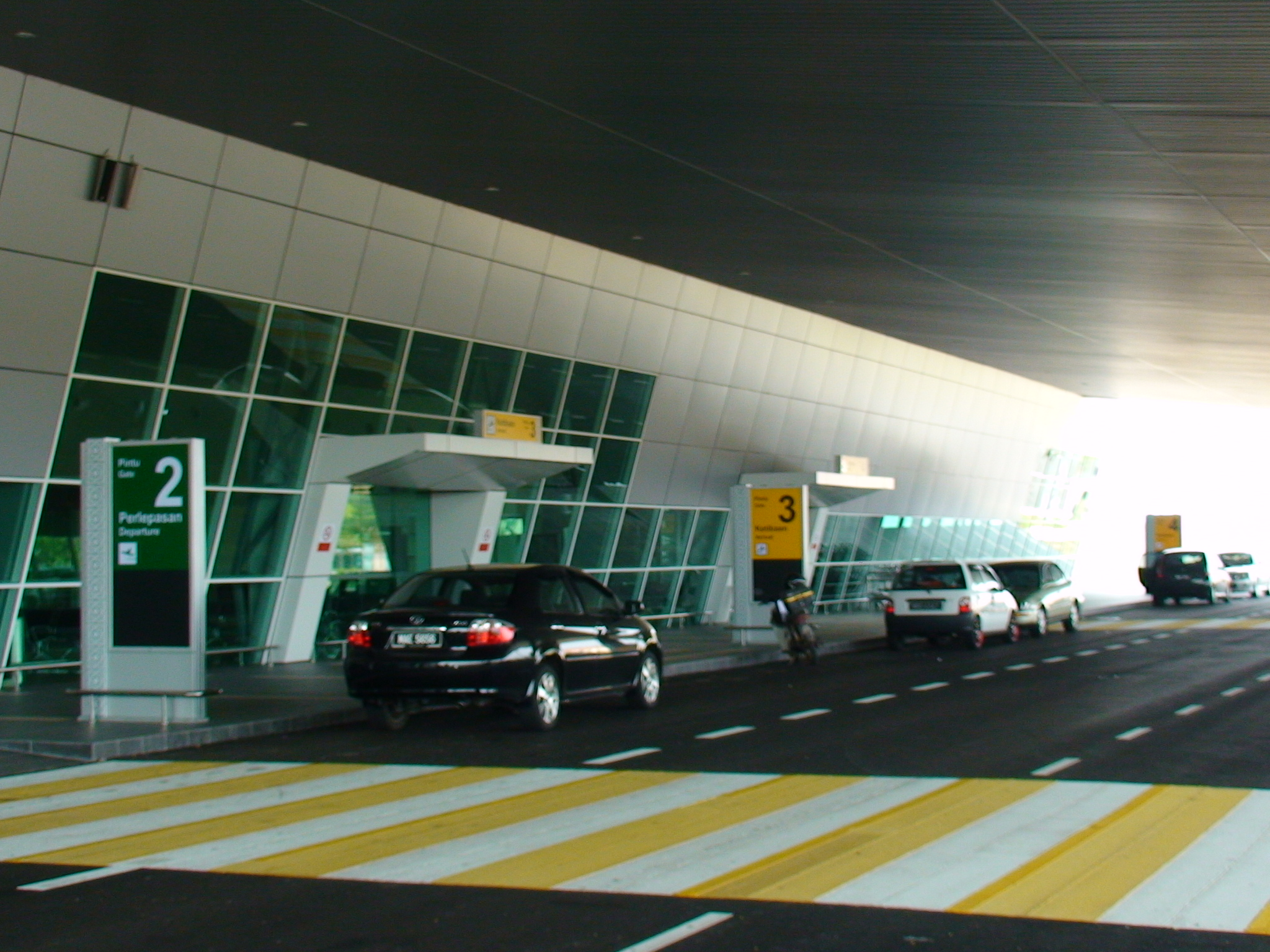
Nơi đỗ xe

## Các hãng hàng không và các điểm đến
| Hãng hàng không | Các điểm đến     |
| --------------- | ---------------- |
| Firefly         | Medan [theo mùa] |
| Riau Airlines   | Pekanbaru        |
| Wings Air       | Pekanbaru        |